# Kallínos z Efesu
Kallínos z Efesu (řec. Κάλλινος) byl antický řecký básník. Žil v první polovině 7. stol. př. n. l. Je prvním známým řeckým elegickým básníkem.
O jeho životě není mnoho známo. Žil v Efesu v Malé Asii.
Svoji poezii zasvětil podpoře boje o vlast. Z mála zachovaných fragmentů jeho tvorby je nejdelší 21 řádkový fragment elegie, v níž se obrací k Efesanům a vyzývá je k boji proti Kimérům, kteří ohrožují řecká města v Malé Asii.
| „ | Pro muže je přec slávou a ctí, když za rodnou zemi, za děti, manželku svou bojuje, chrabrosti pln, s nepřítelem… | “ |

Takovéto verše se přednášely na válečných taženích, nebo společenských akcích, doprovázeny flétnou, nebo jiným druhem píšťaly.